# Kirkby on Bain
Kirkby on Bain – wieś w Anglii, w hrabstwie Lincolnshire, w dystrykcie East Lindsey. Leży 29 km na wschód od Lincoln i 182 km na północ od Londynu.
Miejscowość liczy 307 mieszkańców.